# 常州地铁6号线
常州地铁6号线是常州地铁正在建设中的一条地铁线路，一期工程全长28.9千米，均为地下线，共设车站21座。工程于2024年9月开工，预计于2029年开通运营。标志颜色待定。

## 概况
常州地铁6号线为《常州市城市轨道交通第二期建设规划(2023-2028年)》中批复的线路之一，整体呈半环型，串联新北区、天宁区、武进区，连接湖塘组团、中心组团和高新组团，自北向南依次联通新北中心区、恐龙园、东经120片区、紫云片区、丽华片区、科教城、武进沿江城际站等重要节点。
线路一期工程北起新北区黄河西路与长江北路交叉口，沿黄河西路向东后向南偏移，下穿新澡港河后改沿汉江路向东，在新区公园站与1号线换乘，随后继续向东至恐龙园区域，下穿恐龙园后沿东经120路南行，在新堂北路与东经120路交叉口与在建5号线换乘。随后，线路下穿紫荆公园，沿龙锦路向南后下穿横塘河，在紫云站与2号线换乘。下穿京沪铁路与沪宁城际铁路后，线路稍向西北折，后再折向丽华北路向南，下穿京杭大运河常州绕城段后继续沿夏城路向南，在科教城南部改向西行，终于沪宁沿江高速铁路武进站北广场，并与1号线换乘。
6号线设计时速80km/h，车辆采用B2型车，初期采用4节编组，近期采用4/5节编组混跑，远期采用5节编组，采用全自动驾驶技术。线路设庙桥车辆段，车辆采用直流1500V接触网供电，共享1号线科教城北与5号线东青主变电所。线路控制中心为茶山线网控制中心。

## 历史
- 2024年
  - 3月12日，6号线一期工程进行环境影响评价第一次公示[4]，
  - 4月2日，6号线一期工程进行设计总体总包服务项目公开招标[5]。
  - 4月18日，6号线一期工程进行环境影响评价第二次公示[6]。
  - 5月6日，6号线一期工程进行环境影响评价上报前公示[7]。
  - 9月29日，6号线一期开工仪式举行，工程正式开工[1]。

## 车站列表
| 站名          | 换乘线路        | 所在地 | 启用时间   | 站台形式     |
| ------------- | --------------- | ------ | ---------- | ------------ |
| 常州地铁6号线 |                 |        |            |              |
| 长江北路      |                 | 新北区 | 预计2029年 | 地下二层岛式 |
| 泰山路        |                 | 新北区 | 预计2029年 | 地下二层岛式 |
| 通江路        |                 | 新北区 | 预计2029年 | 地下二层岛式 |
| 新区公园      | █ 1号线         | 新北区 | 预计2029年 | 地下二层岛式 |
| 恐龙园西      |                 | 新北区 | 预计2029年 | 地下二层岛式 |
| 恐龙园        |                 | 新北区 | 预计2029年 | 地下三层岛式 |
| 北塘河路      |                 | 天宁区 | 预计2029年 | 地下二层岛式 |
| 东经120       | █ 5号线（在建） | 天宁区 | 预计2029年 | 地下二层岛式 |
| 紫荆公园      |                 | 天宁区 | 预计2029年 | 地下二层岛式 |
| 紫云          | █ 2号线         | 天宁区 | 预计2029年 | 地下三层岛式 |
| 兆丰          |                 | 天宁区 | 预计2029年 | 地下三层岛式 |
| 朝阳          |                 | 天宁区 | 预计2029年 | 地下二层岛式 |
| 丽华          |                 | 天宁区 | 预计2029年 | 地下二层岛式 |
| 贺北          |                 | 武进区 | 预计2029年 | 地下二层岛式 |
| 定安路        |                 | 武进区 | 预计2029年 | 地下二层岛式 |
| 湖塘纺织城    |                 | 武进区 | 预计2029年 | 地下二层岛式 |
| 延政东路      |                 | 武进区 | 预计2029年 | 地下二层岛式 |
| 天润大道      |                 | 武进区 | 预计2029年 | 地下二层岛式 |
| 科教城东      |                 | 武进区 | 预计2029年 | 地下二层岛式 |
| 常武路        |                 | 武进区 | 预计2029年 | 地下二层岛式 |
| 武进沿江城际  | █ 1号线         | 武进区 | 预计2029年 | 地下三层岛式 |

## 二期工程
常州地铁6号线二期工程自长江北路站引出，沿黄河路向西，依次经过薛家镇、汤庄、罗溪镇、罗墅湾，最终止于奔牛国际机场。
截止2025年3月，二期工程已上报至江苏省发改委。